# 바바리언과 게이샤
바바리언과 게이샤(The Barbarian And The Geisha)는 미국에서 제작된 존 휴스턴 감독의 1958년 영화이다. 존 웨인 등이 주연으로 출연하였다.

## 출연

### 주연
- 존 웨인

### 조연
- 샘 자페
- 야마무라 소

## 제작진
- 의상: 찰스 르 마리